# Вильяр, Анхель Мария
А́нхель Мария Вилья́р Лио́на (исп. Ángel María Villar Liona; род. 21 января 1950, Бильбао) — испанский футболист и спортивный функционер.

## Биография
С 1988 года занимает пост президента Федерации футбола Испании. Вице-президент УЕФА (1992) и ФИФА (2002) Председать судейского комитета Союза европейских футбольных ассоциаций. Был инициатором совместной заявки Испании и Португалии на проведение чемпионата мира 2018 года.
После скандальной отставки Мишеля Платини с поста президента УЕФА в октябре 2015 года Вильяр стал и. о. руководителя организации. 2 сентября ФИФА утвердила список из трёх кандидатов на вакантную должность. Среди них и Анхель Мария Вильяр. Выборы назначены на 14 сентября 2016 года. Предвыборная программа Вильяра не предполагала кардинальных перемен. Она нацелена на укрепление основ европейского футбола и возвращение лидерства, которое институты, такие как ФИФА, потеряли из-за финансовых скандалов. Вильяр хочет для УЕФА независимости от решений политиков, обеспечения прозрачности экономики, включая зарплаты президента и руководства. Вертикаль принятия решений должна выглядеть следующим образом: УЕФА, национальные ассоциации, лиги и клубы. Эта схема обеспечит полную прозрачность. В выборах 14 сентября не участвовал. Покинул пост после избрания президентом УЕФА словенца Александера Чеферина.
По распоряжению судьи Сантьяго Педраса в ходе полицейской операции 18 июля 2017 года Анхель Мария Вильяр был арестован вместе с сыном Горкой и вице-президентом по экономическим вопросам Королевской испанской футбольной федерации Хуаном Падроном и помещён в тюрьму Сото дель Реаль по подозрению в совершении экономических преступлений.

## Достижения

### Командные достижения
Атлетик Бильбао
- Обладатель Кубка Испании: 1972/73
- Финалист Кубка Испании: 1976/77
- Финалист Кубка УЕФА: 1976/77